# Kaarel Torop
Kaarel Torop (* 20. September 1992 in Tartu) ist ein estnischer ehemaliger Fußballspieler.

## Karriere

### Verein
Der Mittelfeldspieler spielte in seiner Jugend beim JK Tammeka Tartu in der zweitgrößten Stadt Estlands, Tartu. Für das Profiteam aus der Meistriliiga debütierte Torop in der Saison 2009 gegen den JK Tulevik Viljandi. Ein Jahr zuvor spielte er bereits im Alter von 16 Jahren in der Esiliiga-Mannschaft, wobei dieser zahlreiche Tore erzielen konnte. Mit der ersten Mannschaft von JK Tammeka erreichte Torop an den jeweiligen Saisonenden 2009, 2010 und 2011 die Platzierungen 6 und 7. Im Jahr 2010 nahm Kaarel Torop an Probetrainings bei Werder Bremen und der SpVgg Greuther Fürth teil um sich für einen Vertrag für dessen Jugend zu empfehlen. Im Januar 2012 unterschrieb Torop einen Vertrag über drei Jahre Laufzeit beim FC Flora Tallinn. Mit Flora gewann er gleich den ersten Titel in seiner Karriere den Estnischen Supercup, im Spiel gegen den JK Trans Narva, wobei er nur auf der Ersatzbank saß. In der Liga kam er unter Martin Reim nur selten zum Einsatz, sodass er zusammen mit dem Teamgefährten aus Tallinn Aleksei Belov bis zum Saisonende an den FC Viljandi verliehen wurde. Im Jahr 2013 wechselte Torop zurück nach Tartu. 2017 beendete er seine aktive Karriere bei JK Welco.

### Nationalmannschaft
Sein Debüt für Estland gab Torop in der U-17 im Jahr 2008 gegen Österreich. Bis Jahresende 2009 folgten vier weitere Einsätze in dieser Altersklasse, bevor er zu einem Länderspiel gegen Luxemburg in der U-18 kam. Von 2010 bis 2011 in der U-19 aktiv, spielte Torop ab 2012 erstmals in der U-21 seines Heimatlandes gegen Turkmenistan.

## Erfolge
Flora Tallinn
- Estnischer Supercup: 2012